# Vlag van Hoevelaken

Vlag van de gemeente Hoevelaken
(1968-2000)

De vlag van Hoevelaken is het gemeentelijk dundoek van de voormalige gemeente Hoevelaken in de Nederlandse provincie Gelderland. De vlag werd op 17 mei 1968 per raadsbesluit aangenomen.
De beschrijving luidt:
Gegeerd van geel, rood, wit en rood van acht stukken rond een punt op 1/3 van de vlaglengte.
Het ontwerp was van de Stichting voor Banistiek en Heraldiek. De kleuren van de vlag afgeleid van het gemeentewapen. Mogelijk verwijst de stervorm naar knooppunt Hoevelaken dat binnen de gemeente lag en dat in de periode van de vaststelling van de vlag werd verbouwd. 
Op 1 januari 2000 is Hoevelaken opgegaan in de gemeente Nijkerk, waarmee de vlag als gemeentevlag kwam te vervallen.

## Verwante afbeelding

Wapen van Hoevelaken

Ammerzoden 
· Angerlo 
· Batenburg 
· Beesd 
· Bemmel 
· Bergh 
· Bergharen 
· Beusichem 
· Borculo 
· Brakel 
· Didam 
· Dinxperlo 
· Dodewaard 
· Dreumel 
· Echteld 
· Eibergen 
· Elst 
· Ewijk 
· Geldermalsen 
· Gendringen 
· Gendt 
· Gorssel 
· Groenlo 
· Groesbeek 
· Hedel 
· Heerewaarden 
· Hemmen 
· Hengelo 
· Herwen en Aerdt 
· Heteren 
· Heukelum 
· Hoevelaken 
· Horssen 
· Huissen 
· Hummelo en Keppel 
· Hurwenen 
· Kerkwijk 
· Kesteren 
· Laren 
· Lichtenvoorde 
· Lienden 
· Lingewaal 
· Maurik 
· Millingen aan de Rijn 
· Neede 
· Neerijnen 
· Overasselt 
· Rijnwaarden 
· Rossum 
· Ruurlo 
· Steenderen 
· Ubbergen 
· Valburg 
· Vorden 
· Wadenoijen 
· Wamel 
· Warnsveld 
· Wehl 
· Wisch 
· Zelhem 
· Zoelen